# Julian Rogoziński

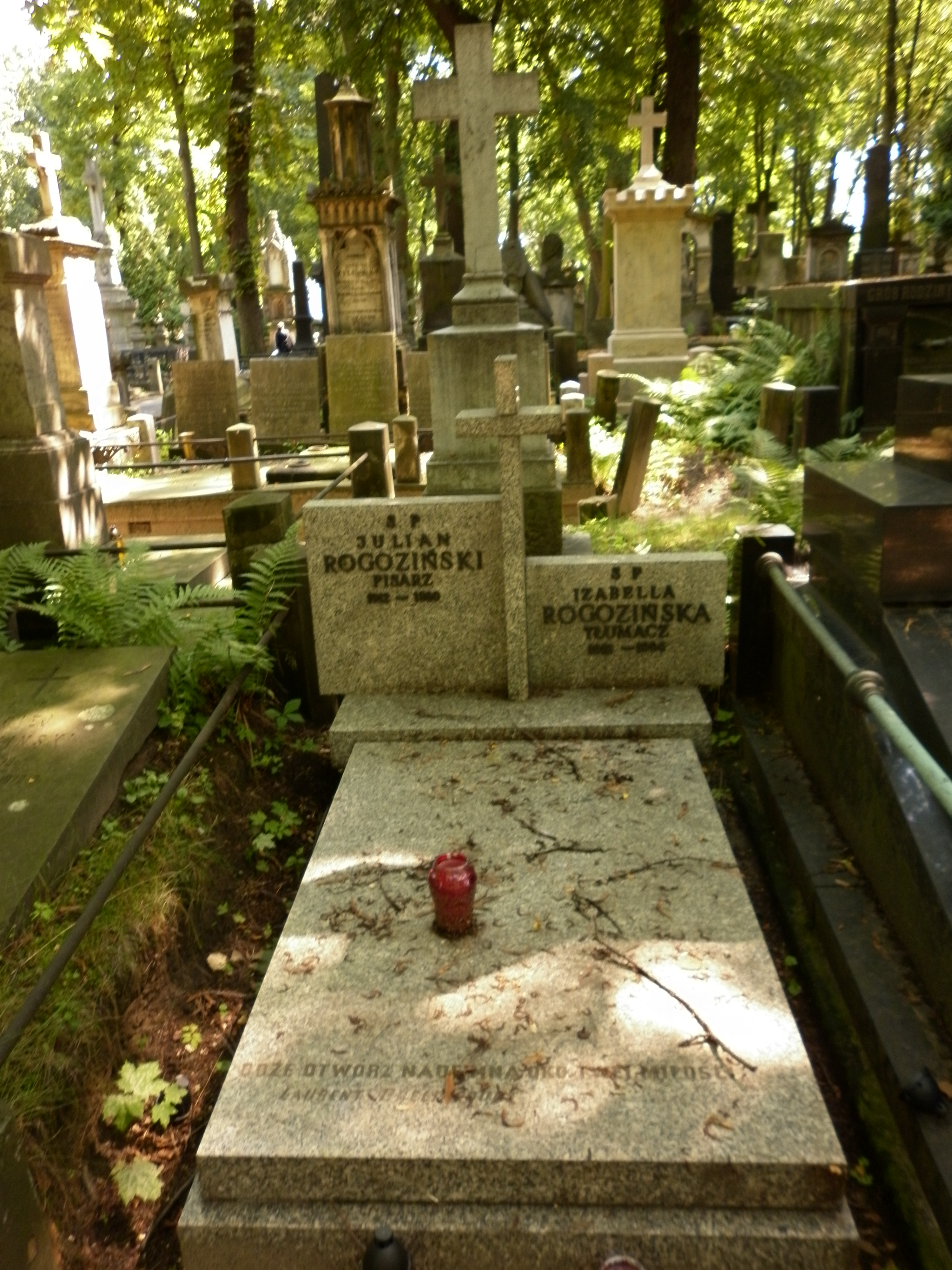
Grób Juliana i Izabeli Rogozińskich na cmentarzu Powązkowskim w Warszawie

Julian Rogoziński (ur. 24 kwietnia 1912 w Kamieńsku k. Radomska, zm. 6 stycznia 1980 w Warszawie) – tłumacz z języka francuskiego, krytyk literacki, eseista.

## Życiorys
Urodził się w rodzinie Juliana Teodora (zm. 1912), dyrektora fabryki mebli, i Anny z Kirchnerów, księgowej. Dzieciństwo i młodość spędził w Kielcach. Uczył się w Gimnazjum im. J. Śniadeckiego, a maturę zdał w 1932 roku w Gimnazjum im. M. Reja. Od 1933 roku studiował polonistykę, a następnie romanistykę na Uniwersytecie Warszawskim. W 1936 roku debiutował jako tłumacz ogłaszając w nr 10 krakowskiego pisma „Nasz Wyraz” przekłady wierszy P. Reverdy’ego Coeur a coeur, Poeci i Grandeur nature.
W latach 1938–1939 pełnił funkcję sekretarza redakcji miesięcznika „Ateneum”. Publikował m.in. w czasopismach „Pion” (1936–1939), „Kamena” (1937, 1939), „Kurier Poranny” (1938), „Pióro” (1938). Był członkiem Związku Zawodowego Literatów Polskich (od roku 1949 Związku Literatów Polskich).
Podczas okupacji niemieckiej przebywał w Warszawie, następnie w Kielcach, a od wiosny 1940 roku we wsi Lisów, gdzie zajmował się pracą przekładową. Na tajnym Uniwersytecie Warszawskim uzyskał magisterium u prof. Juliana Krzyżanowskiego.
Po wojnie początkowo pracował w Wojewódzkim Urzędzie Kultury w Kielcach, następnie od września 1945 roku pełnił funkcję radcy kulturalnego Poselstwa Polskiej Rzeczypospolitej Ludowej w Brukseli. Był członkiem Polskiej Partii Socjalistycznej. Po powrocie w 1947 roku do kraju, zamieszkał w Warszawie i przez kilka miesięcy pracował w Ministerstwie Spraw Zagranicznych. Później zajął się pracą literacką. W tym czasie artykuły literackie oraz tłumaczenia z literatury francuskiej publikował pod kryptonimami Quidam, j.r., Tadeusz Bukowski, m.in. w „Tygodniku Powszechnym” (1945–1947, 1952), „Nowinach Literackich” (1947–1949), „Dziś i jutro” (1952). W 1950 roku został członkiem Sekcji Tłumaczy przy Polskim PEN Clubie, a w 1955 roku członkiem Polskiego PEN Clubu. W latach 1959–1961 był redaktorem działu poetyckiego tygodnika „Nowa Kultura”, w którym publikował pod kryptonimami: er, J.R., R, R.J. Współpracował także z czasopismami: „Dialog” (1956–1970), „Życie Literackie” (1956, 1961, 1966–1968, 1970, 1972), „Nowe Książki” (1957–1958, 1961–1963, 1967), „Rocznik Literacki” (1958–1960, 1963–1972), „Przegląd Kulturalny” (1959–1963), „Współczesność” (1963–1967), „Tygodnik Kulturalny” (1963–1969), „Itd” (1965–1967, 1970), „Miesięcznik Literacki” (1966–1967, 1978–1979), „Poezja” (1966–1972). W latach 1965–1972 kierował Redakcją Polskiej Literatury Współczesnej w Państwowym Instytucie Wydawniczym. Od roku 1972 do śmierci pracował w redakcji tygodnika „Literatura”.
W styczniu 1976 roku podpisał list protestacyjny do Komisji Nadzwyczajnej Sejmu PRL przeciwko zmianom w Konstytucji Polskiej Rzeczypospolitej Ludowej.
Od 4 listopada 1939 roku był mężem Heleny Bienieckiej (1919–2008), a po rozwodzie w 1947 roku ożenił się z Izabelą Jędrzejowską.
Sportretowany został przez Jacka Dehnela w powieści pod tytułem Lala.
Zmarł w Warszawie, pochowany na cmentarzu Powązkowskim (kwatera 4-6-5).

## Przekłady
- Proust Czas odnaleziony
- Sartre Słowa, Drogi wolności
- Wolter Księżniczka Babilonu; listy
- Balzac Szuanie, Modesta Mignon, Dom pod kotem z rakietką, Bal w Sceaux, Piotrusia
- Aleksander Dumas Hrabia Monte Christo
- Huysmans Na wspak
- Cendrars Odcięta ręka, Od portu do portu, Rażony gromem
- Lesage Przypadki Idziego Blasa
- De Coster Dyl Sowizdrzał
- Flaubert Trzy opowieści
- Ionesco Samotnik
- Gide Szkoła żon i inne opowiadania
- przekłady z literatury rumuńskiej

## Ordery i odznaczenia
- Krzyż Oficerski Orderu Odrodzenia Polski (1969)[2]
- Złoty Krzyż Zasługi (11 lipca 1955)[6]
- Medal 10-lecia Polski Ludowej (19 stycznia 1955)[7]

## Nagrody
- Nagroda polskiego PEN Clubu za twórczość przekładową (1956)
- Nagroda literacka ZAiKS-u dla tłumaczy (1978)[8]
- Nagroda Fundacji Alfreda Jurzykowskiego w Nowym Jorku za przekłady z literatury francuskiej (1978)

Źródło:.